# Lijst van voetbalinterlands Chili - Denemarken
Deze lijst van voetbalinterlands is een overzicht van alle officiële voetbalwedstrijden tussen de nationale teams van Chili en Denemarken. De landen speelden tot op heden twee keer tegen elkaar. De eerste ontmoeting, een vriendschappelijke wedstrijd, werd gespeeld in Kopenhagen op 12 augustus 2009. Het laatste duel, eveneens een vriendschappelijke wedstrijd, vond plaats op 27 maart 2018 in Aalborg.

## Wedstrijden
| № | Plaats     | Datum            | Competitie        | Wedstrijd          | Uitslag |
| - | ---------- | ---------------- | ----------------- | ------------------ | ------- |
| 1 | Kopenhagen | 12 augustus 2009 | Vriendschappelijk | Denemarken – Chili | 1 – 2   |
| 2 | Aalborg    | 27 maart 2018    | Vriendschappelijk | Denemarken – Chili | 0 – 0   |

## Samenvatting
| Competitie        | Totaal gespeeld | Winst Chili | Gelijk | Winst Denemarken | Doelsaldo Chili – Denemarken |
| ----------------- | --------------- | ----------- | ------ | ---------------- | ---------------------------- |
| Vriendschappelijk | 2               | 1           | 1      | 0                | 2 − 1                        |
| Totaal            | 2               | 1           | 1      | 0                | 2 − 1                        |

Wedstrijden bepaald door strafschoppen worden, in lijn met de FIFA, als een gelijkspel gerekend.

## Details

### Eerste ontmoeting
| Vriendschappelijk (Kopenhagen, Denemarken, 12 augustus 2009): |              | |
| Denemarken | 1 – 2        | Chili |
| Lasse Schøne 63' | goals        | 61' Esteban Paredes 69' Alexis Sánchez |
| Morten Olsen | bondscoach   | Marcelo Bielsa |
| Stephan Andersen 46' Anders Møller Christensen Simon Kjær Michael Jakobsen 46' Lars Jacobsen 68' Jakob Poulsen Christian Poulsen Martin Jørgensen 55' Jon Dahl Tomasson 79' Dennis Rommedahl Nicklas Bendtner 61' | opstellingen | Miguel Pinto Arturo Vidal Gary Medel Gonzalo Jara Mauricio Isla 61' Rodrigo Tello Matías Fernández Carlos Carmona Jean Beausejour Alexis Sánchez 39' Héctor Mancilla |
| Jesper Christiansen 46' William Kvist 46' Jesper Grønkjær 55' Lasse Schøne 61' Kris Stadsgaard 68' Hjalte Nørregaard 79'                                                                                          | wissels      | 39' Esteban Paredes 61' Roberto Cereceda |
| Simon Kjær 66' Jakob Poulsen 71' | gele kaarten | |
| - Debuut van Kris Stadsgaard (Rosenborg BK) en Lasse Schøne (NEC Nijmegen) voor Denemarken. |              | |